# Cichuil
Cichuil und Fer Caille sind die Namen zweier Sagengestalten aus der irischen Mythologie.

## Mythologie und Etymologie
In der Erzählung Togail Bruidne Da Derga („Die Zerstörung der Halle Da Dergas“) ist Cichuil eine hässliche alte Frau, die Gattin des ebenso grausigen Fer Caille („Waldmensch“). Er hat nur ein Auge, einen Arm und ein Bein, schwarze spitze Haare, trägt ein versengtes, ununterbrochen quiekendes, Ferkel auf dem Rücken und einen Bratspieß in der Hand; sie hat schwarze Haut, ein riesiges Maul mit einem Zweig darin, spricht aber nie und ihre Unterlippe hängt bis zu den Knien. Sie erinnert mit ihrem Äußeren in manchem an eine Sheela-na-Gig. Die beiden Unglücksboten wollen das Ferkel für den König Conaire Mór in der Festhalle von Da Derga („der rote Gott“) am Spieß braten. Conaire Mór kann die beiden nicht davon abhalten, mit ihm dort einzutreten, was gegen eines seiner gessi (Tabus) verstößt und mittelbar zu seinem Tod führt.
Der Name Cichiul erinnert an den Fomoren Cichol Gri-cenchos, er könnte „...des Cichol“ bedeuten. Das und die dämonisch-unpaarige Gestalt ihres Mannes würden darauf hinweisen, dass Cichuil und Fer Caille ebenfalls Fomori sind.